# Neculai Vasilcă
Neculai Vasilcă, född 28 november 1955 i Bacău, Rumänien, är en rumänsk handbollsspelare.
Han tog OS-brons i herrarnas turnering i samband med de olympiska handbollstävlingarna 1980 i Moskva.
Han återupprepade bedriften och tog OS-brons i herrarnas turnering i samband med de olympiska handbollstävlingarna 1984 i Los Angeles.